# Carlos Rafael do Amaral
Carlos Rafael do Amaral (* 28. November 1983 in Mogi Mirim) ist ein ehemaliger brasilianischer Fußballspieler.

## Karriere
Amaral begann seine Karriere 2003 bei Paulista FC. 2005 gewann er mit dem Verein den Copa do Brasil. Sommer 2005 wechselte er zum Erstligisten CR Vasco da Gama. 2008 wurde er an dem Grêmio FBPA ausgeliehen und wurde er Vizemeister der Série A 2008. 2009 kehrte er zu Zweitligisten CR Vasco da Gama zurück. 2009 feierte er mit dem Verein die Zweitligameisterschaft und den Aufstieg in die erste Liga. 2010 wechselte er zum japanischen Cerezo Osaka. 2010 wurde er mit dem Verein Tabellendritter der J1 League. 2011 kehrte er nach Brasilien zurück und unterschrieb einen Vertrag bei América Mineiro. Danach spielte er bei Cruzeiro EC, Botafogo FR, Criciúma EC und Ceará SC.

## Erfolge
Paulista FC
- Brasilianischer Pokalsieger: 2005